# Paul Westwood
Paul Michael Westwood (født 1953 i London, England) er en engelsk elbassist, studiemusiker, komponist, lærer og forfatter.
Westwood er uddannet på bas på Guildhall School of Music og på Det Kongelige Musikkonservatorium i London. Han har spillet som sessionmusiker siden 1968 med bl.a. Gilbert O'Sullivan, Cliff Richard, The Shadows, Nik Kershaw, Peter Green, Elton John, Henry Mancini, David Bowie, Tracey Ullman, John Williams, Buks Fizz etc. Westwood har også spillet på tv og med på film, og har spillet med Royal Philharmonic Orchestra med populærmusik. Westwood underviser i bas på Det Kongelige Musikkonservatorium I London, og har forfattet undervisningsbøger. Han har lavet en del lp´er i eget navn. Westwood er en meget benyttet studiebassist i England.

## Udvalgt diskografi
- Bass Paterns (1983) - i eget navn
- Bass Moods vol. 1 (1984) - i eget navn
- Bass Moods vol. 2 (1984) - i eget navn
- Breakdance (1984) - i eget navn
- Side Kick (1985) - i eget navn
- Reflex (1986) - i eget navn
- Easy Living (1986) - i eget navn
- After Dark (1987) - i eget navn
- Golden Days (1990) - i eget navn
- Leisure Moods (1991) - i eget navn
- Off Centre (1980) - med Gilbert O´Sullivan
- Little Dreamer (1980) - med Peter Green
- Blue Guitar (1981) - med Peter Green
- Now you see me now you dont (1982) - med Cliff Richard
- Human Racing (1983) - med Nik Kershaw
- Ice on Fire (1985) - med Elton John
- Leather jackets (1986) - med Elton John
- Moonlight Shadows (1986) - med The Shadows
- Loving the Alien (1983-1988) (2018) - med David Bowie